# Chloroclystis isophrica
Pasiphilodes isophrica là một loài bướm đêm trong họ Geometridae.